# Brevipalpus testudinalis
Brevipalpus testudinalis är en spindeldjursart som beskrevs av De Leon 1960. Brevipalpus testudinalis ingår i släktet Brevipalpus och familjen Tenuipalpidae. Inga underarter finns listade.